# Décès en février 1954
Décès
- 1950
- 1951
- 1952
- 1953
- 1954
- 1955
- 1956
- 1957
- 1958

Pour une information complémentaire, voir la page d'aide.

| Date       | Nom          | Pays                 | Activités          | Âge | Source |
| ---------- | ------------ | -------------------- | ------------------ | --- | ------ |
| 21 février | Cécile Gimmi | Drapeau de la Suisse | Sculptrice suisse. | 68  |        |